# Rafael Luz
Rafael Freire Luz (Araçatuba, 11 de fevereiro de 1992) é um basquetebolista hispano-brasileiro que atua como armador. Atualmente joga no MoraBanc Andorra. 
Ele obteve a nacionalidade espanhola em 2009, mas acabou optando por defender o Brasil nas equipes de base. Participou da equipe nacional que conquistou o vice-campeonato do Copa América de 2011, em Mar del Plata, na Argentina, que classificou o Brasil para os Jogos Olímpicos de Verão de 2012 em Londres, na Grã Bretanha.

## Carreira
Aos 15 anos de idade, foi contratado pelo Unicaja Málaga da Espanha, jogando inicialmente pela equipe B, o Canto Clínicas Axarquia, que joga a LEB Oro, que é a segunda divisão da liga espanhola.
Depois de se destacar da temporada 2010/11 na equipe sub-20 do Unicaja Málaga, seu protagonismo foi reduzido, voltando a jogar no Canto Clínicas Axarquia. Em março de 2011 foi emprestado para outra equipe da LEB Oro até o final da temporada, o Granada.
Em agosto de 2011 foi novamente emprestado, desta vez para o Lucentum Alicante por uma temporada, e após encerrar o seu vínculo com o Unicaja Málaga em 2012, assinou contrato com a equipe do Obradoiro, obtendo grande destaque, tornando-se o jogador com mais assistências da história da equipe.
No dia 02 de dezembro de 2017 a equipe Franca Basquete anunciou a contratação do jogador para a temporada 2017/18 do NBB.

## Seleção
Em 2015, o jogador da seleção brasileira assinou por uma temporada com o Flamengo. Assim, o jogador termina uma etapa oito anos na Espanha, retornando ao seu país natal para estar sob o comando de José Neto, logo após ganhar ouro nos Jogos Pan-americanos de 2015.

## Estatísticas
| † | Indica temporadas em que a equipe de Rafa Luz foi campeã |

### Temporada regular do NBB
| Ano      | Time     | JD | MPJ  | FG%  | 3P%  | LL%  | REB | AST | REC | TOC | PPJ |
| -------- | -------- | -- | ---- | ---- | ---- | ---- | --- | --- | --- | --- | --- |
| 2015–16† | Flamengo | 28 | 23.8 | .493 | .400 | .737 | 3.0 | 4.3 | 1.3 | .1  | 7.1 |
| Carreira | Carreira | 28 | 23.8 | .493 | .400 | .737 | 3.0 | 4.3 | 1.3 | .1  | 7.1 |

### Playoffs do NBB
| Ano      | Time     | JD | MPJ  | FG%  | 3P%  | LL%  | REB | AST | REC | TOC | PPJ |
| -------- | -------- | -- | ---- | ---- | ---- | ---- | --- | --- | --- | --- | --- |
| 2016†    | Flamengo | 13 | 20.9 | .455 | .333 | .654 | 3.0 | 3.8 | 1.2 | .4  | 6.7 |
| Carreira | Carreira | 13 | 20.9 | .455 | .333 | .654 | 3.0 | 3.8 | 1.2 | .4  | 6.7 |